# Aspidifrontia senegalensis
Aspidifrontia senegalensis är en fjärilsart som beskrevs av Emilio Berio 1966/67. Aspidifrontia senegalensis ingår i släktet Aspidifrontia och familjen nattflyn. Inga underarter finns listade i Catalogue of Life.